# Hermann Wolfgang von Waltershausen
Hermann Wolfgang Sartorius von Waltershausen, född 12 oktober 1882 i Göttingen, död 13 augusti 1954 i München, var en tysk friherre, tonsättare och dirigent. Han var son till August Sartorius von Waltershausen.
Sartorius von Waltershausen var lärjunge till Ludwig Thuille och bosatt i München. Han gjorde sig bemärkt genom kompositionerna Die Abschiedssinfonie (1908), den komiska operan Elsa Klapperzehen (1909), musiktragedin Oberst Chabert (1911), operan Richardis (1915) samt några häften sånger (1913).